# 22e Screen Actors Guild Awards
De 22e Screen Actors Guild Awards, waarbij prijzen werden uitgereikt voor uitstekende acteerprestaties in film en televisie voor het jaar 2015, gekozen door de leden van SAG-AFTRA, vonden plaats op 30 januari 2016 in het Shrine Auditorium in Los Angeles. De prijs voor de volledige carrière werd uitgereikt aan Carol Burnett.

## Film

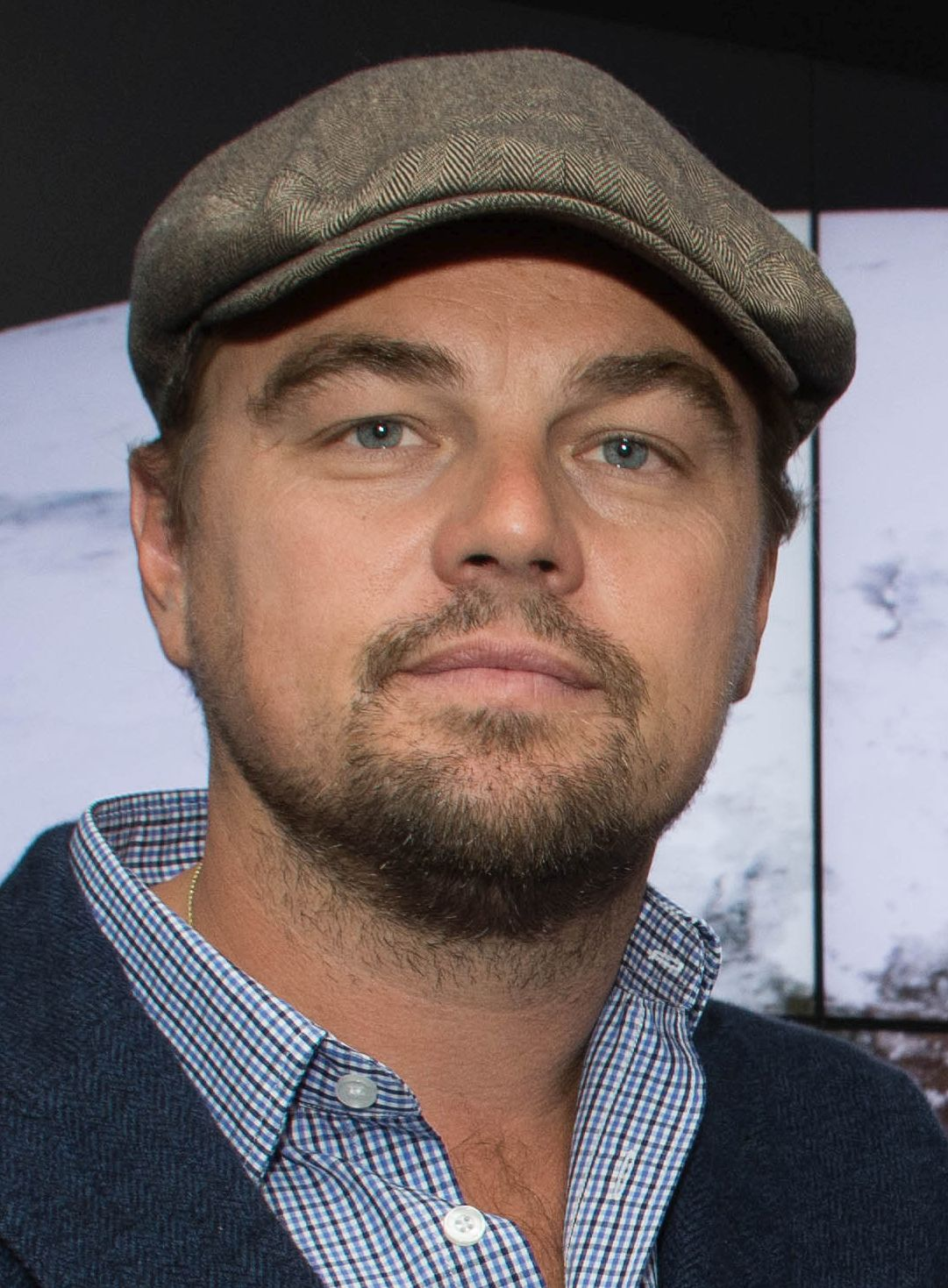
Leonardo DiCaprio (The Revenant), winnaar mannelijke acteur in een hoofdrol

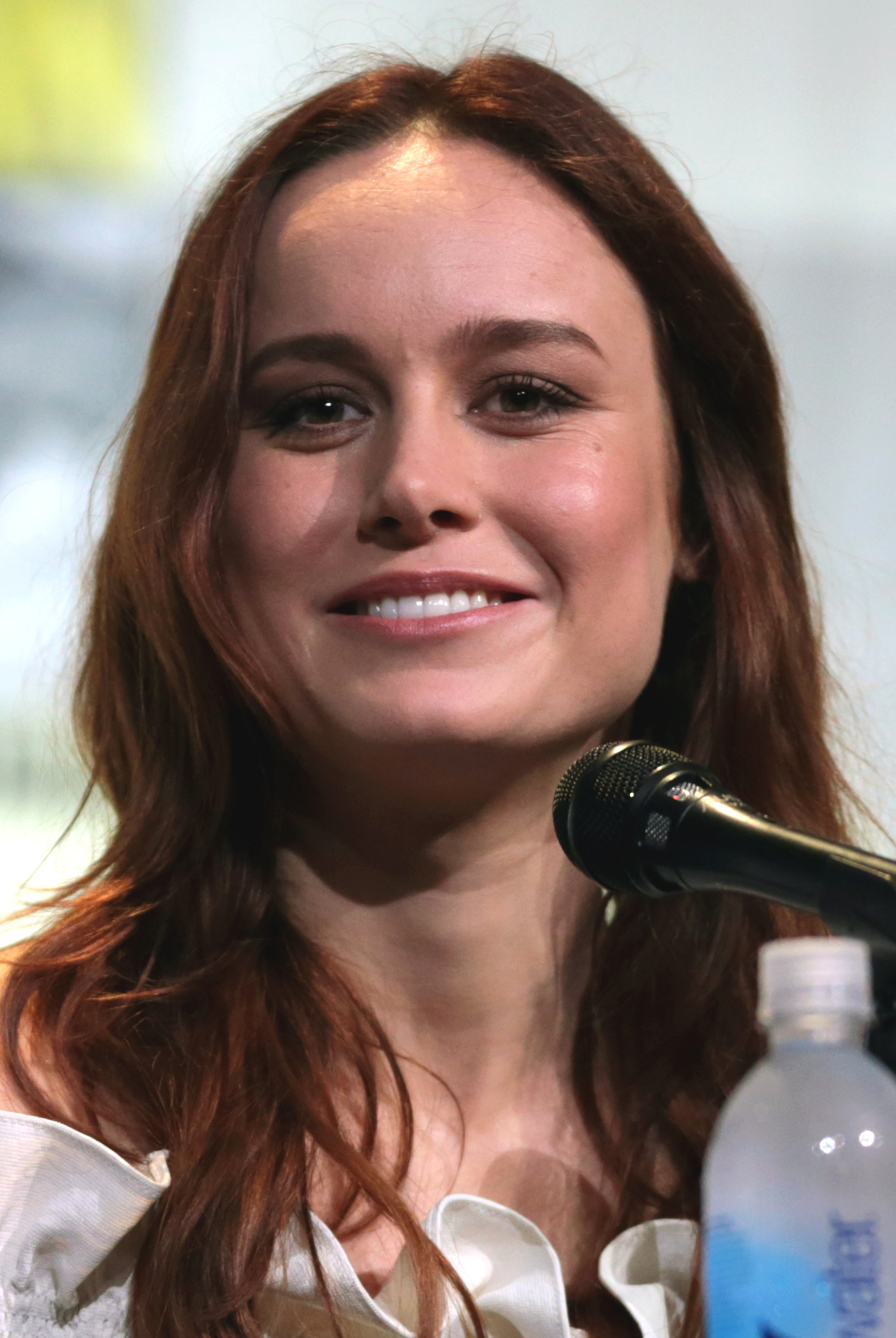
Brie Larson (Room), winnaar vrouwelijke acteur in een hoofdrol

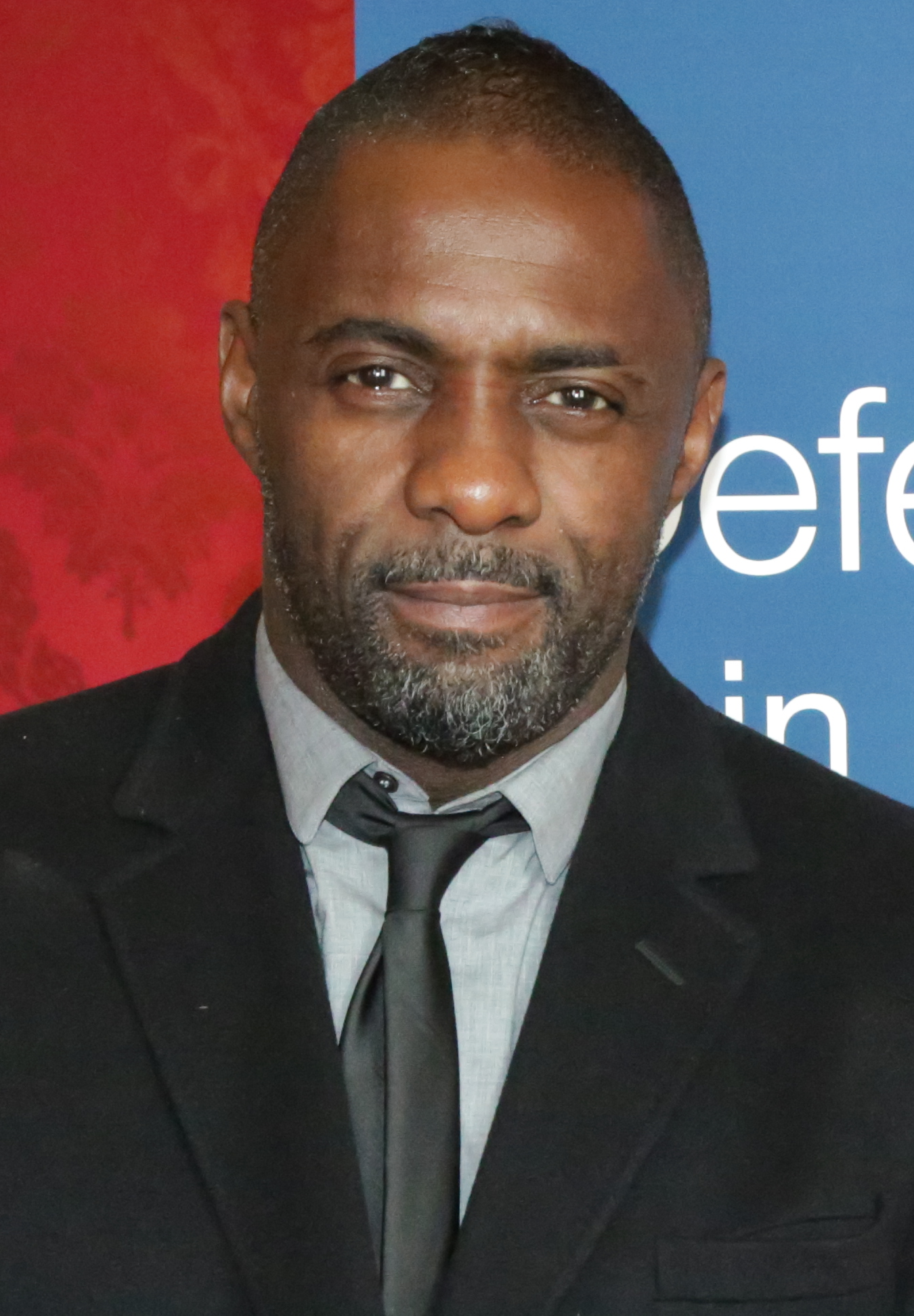
Idris Elba (Beasts of No Nation en Luther), winnaar mannelijke acteur in een bijrol en mannelijke acteur in een miniserie of televisiefilm

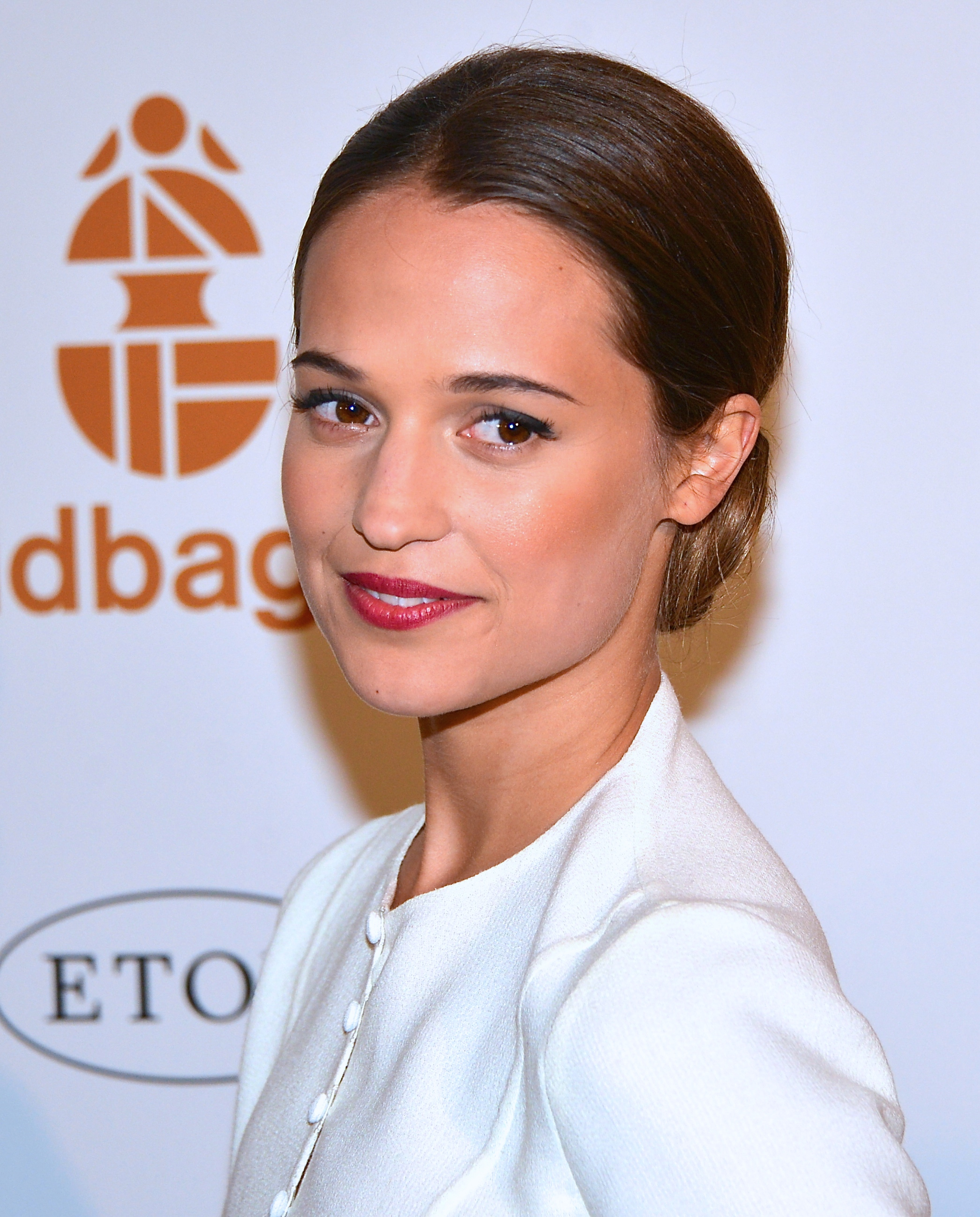
Alicia Vikander (The Danish Girl), winnaar vrouwelijke acteur in een bijrol

De winnaars staan bovenaan in vet lettertype.

#### Cast in een film
Outstanding Performance by a Cast in a Motion Picture
- Spotlight
  - Beasts of No Nation
  - The Big Short
  - Straight Outta Compton
  - Trumbo

#### Mannelijke acteur in een hoofdrol
Outstanding Performance by a Male Actor in a Leading Role
- Leonardo DiCaprio - The Revenant
  - Bryan Cranston - Trumbo
  - Johnny Depp - Black Mass
  - Michael Fassbender - Steve Jobs
  - Eddie Redmayne - The Danish Girl

#### Vrouwelijke acteur in een hoofdrol
Outstanding Performance by a Female Actor in a Leading Role
- Brie Larson - Room
  - Cate Blanchett - Carol
  - Helen Mirren - Woman in Gold
  - Saoirse Ronan - Brooklyn
  - Sarah Silverman - I Smile Back

#### Mannelijke acteur in een bijrol
Outstanding Performance by a Male Actor in a Supporting Role
- Idris Elba - Beasts of No Nation
  - Christian Bale - The Big Short
  - Mark Rylance - Bridge of Spies
  - Michael Shannon - 99 Homes
  - Jacob Tremblay - Room

#### Vrouwelijke acteur in een bijrol
Outstanding Performance by a Female Actor in a Supporting Role
- Alicia Vikander - The Danish Girl
  - Rooney Mara - Carol
  - Rachel McAdams - Spotlight
  - Helen Mirren - Trumbo
  - Kate Winslet - Steve Jobs

#### Stuntteam in een film
Outstanding Action Performance by a Stunt Ensemble in a Motion Picture
- Mad Max: Fury Road
  - Everest
  - Furious 7
  - Jurassic World
  - Mission: Impossible – Rogue Nation

## Televisie

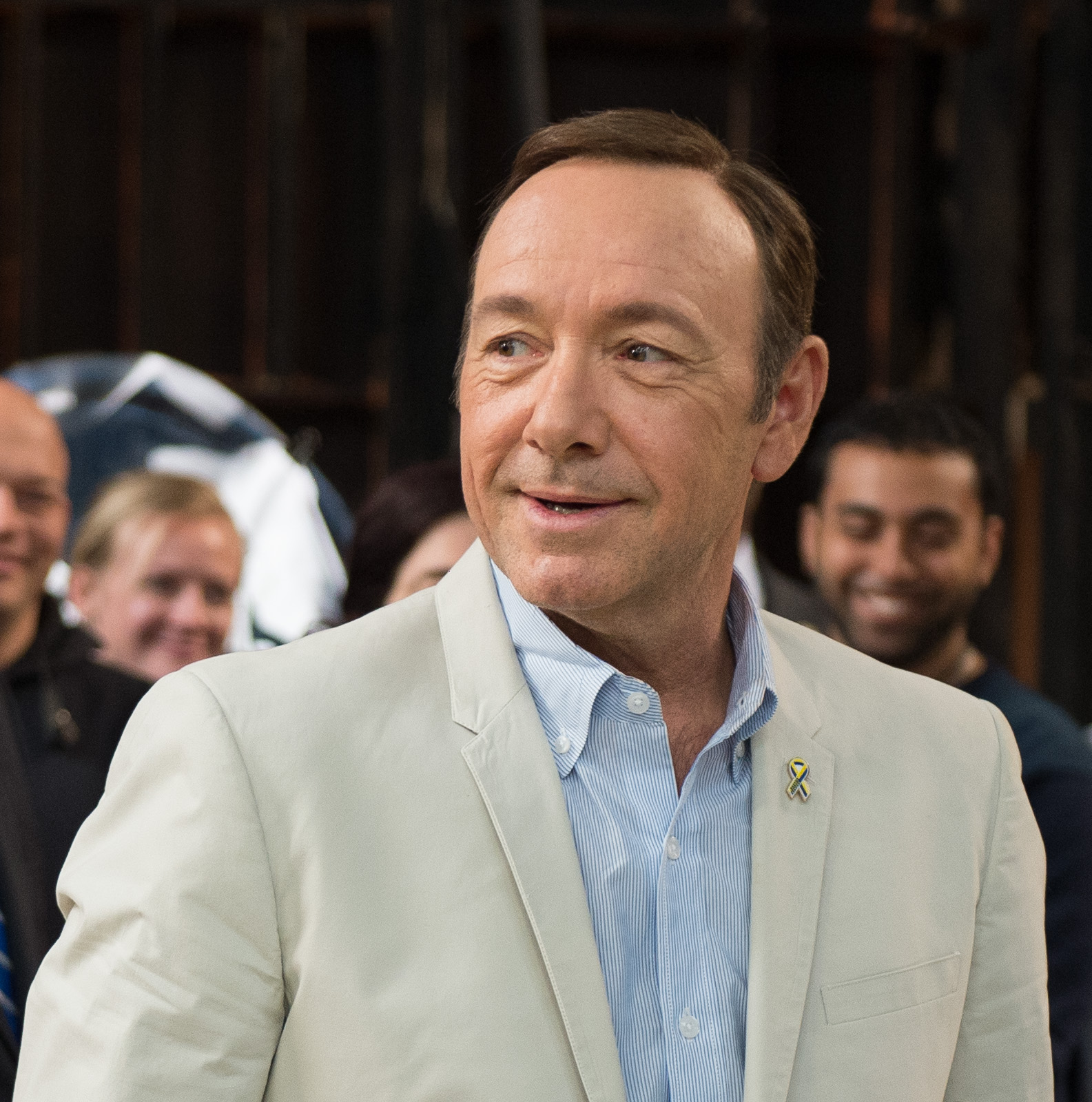
Kevin Spacey (House of Cards), winnaar mannelijke acteur in een dramaserie

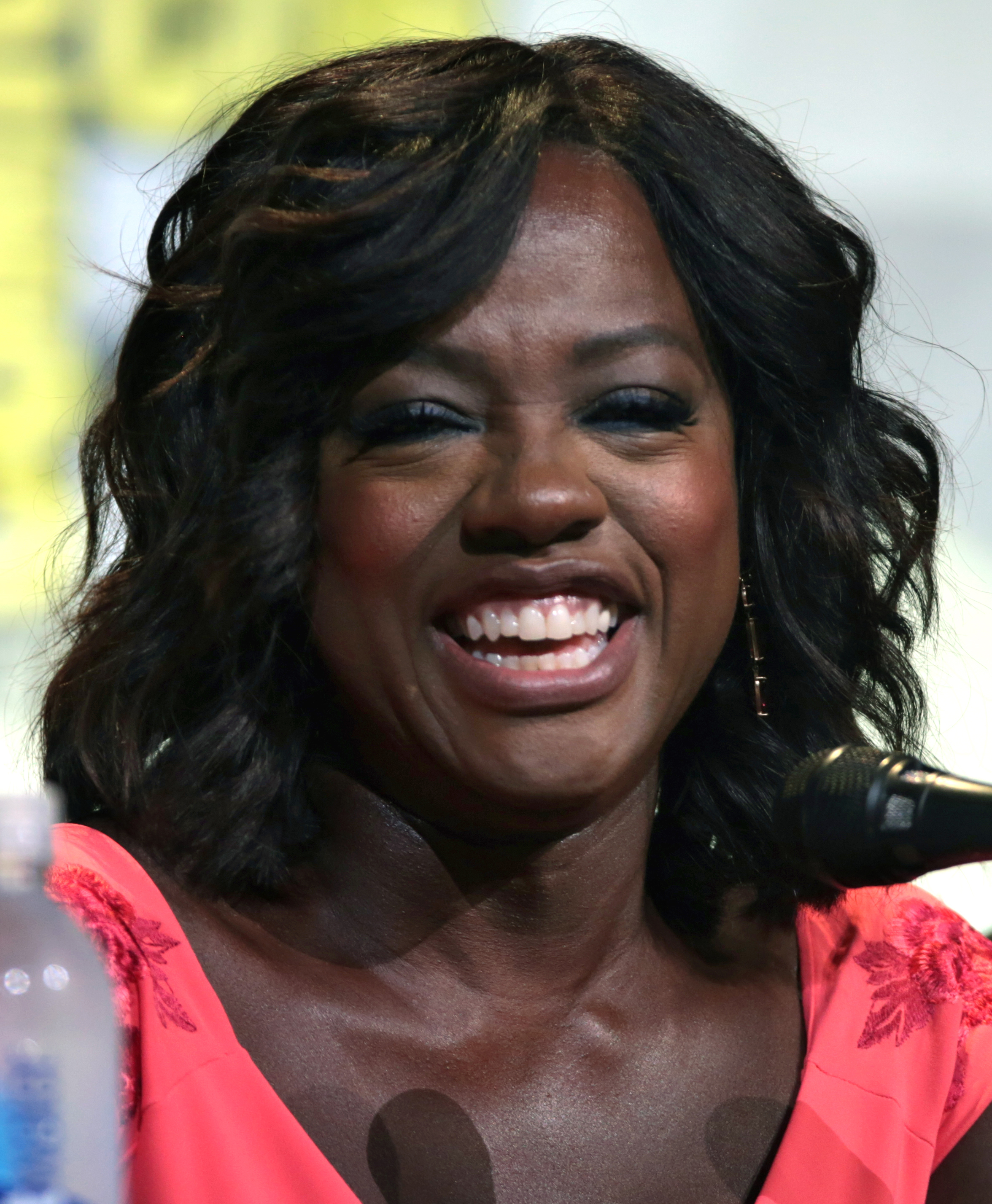
Viola Davis (How to Get Away with Murder), winnaar vrouwelijke acteur in een dramaserie

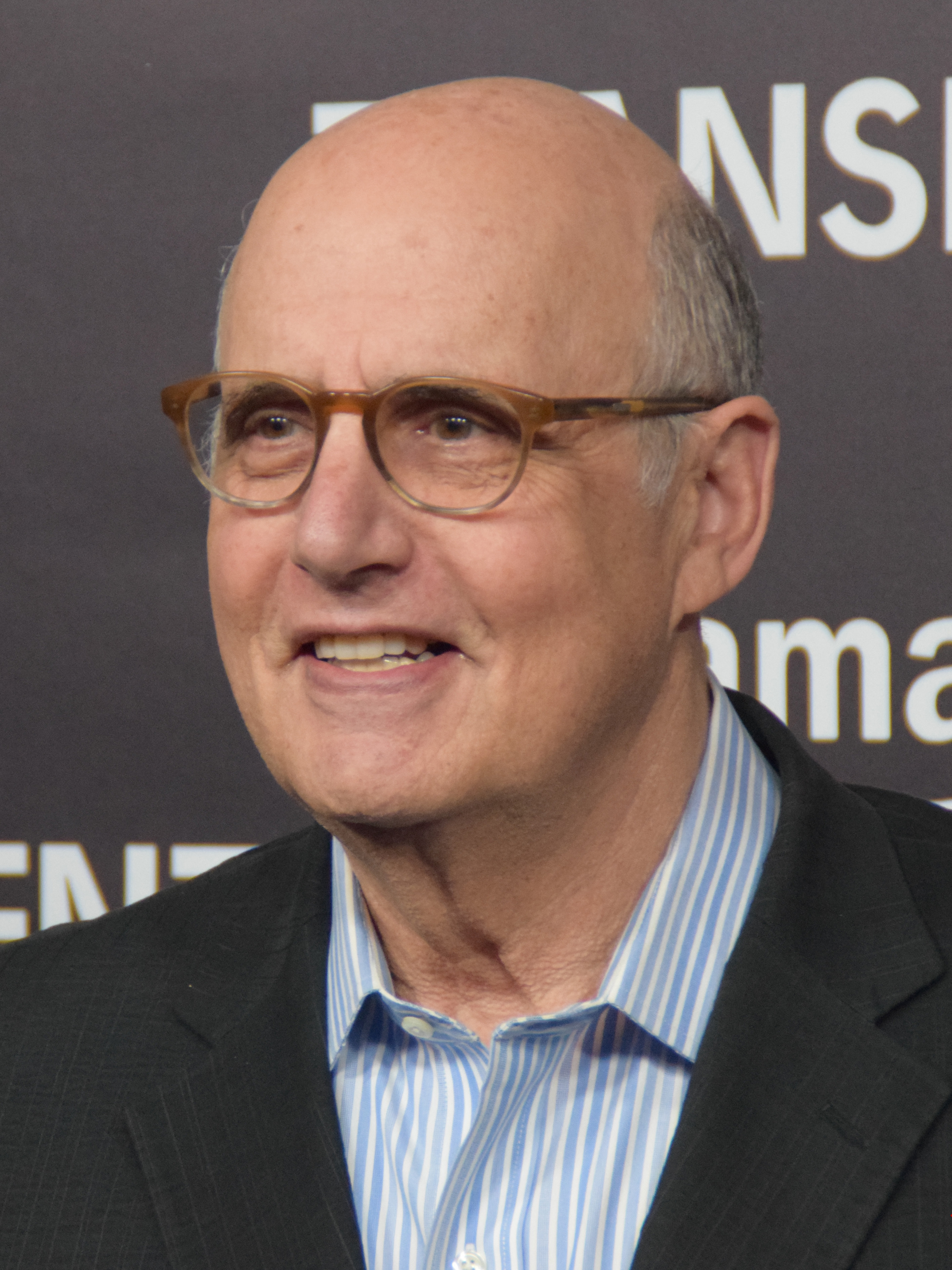
Jeffrey Tambor (Transparent), winnaar mannelijke acteur in een komedieserie

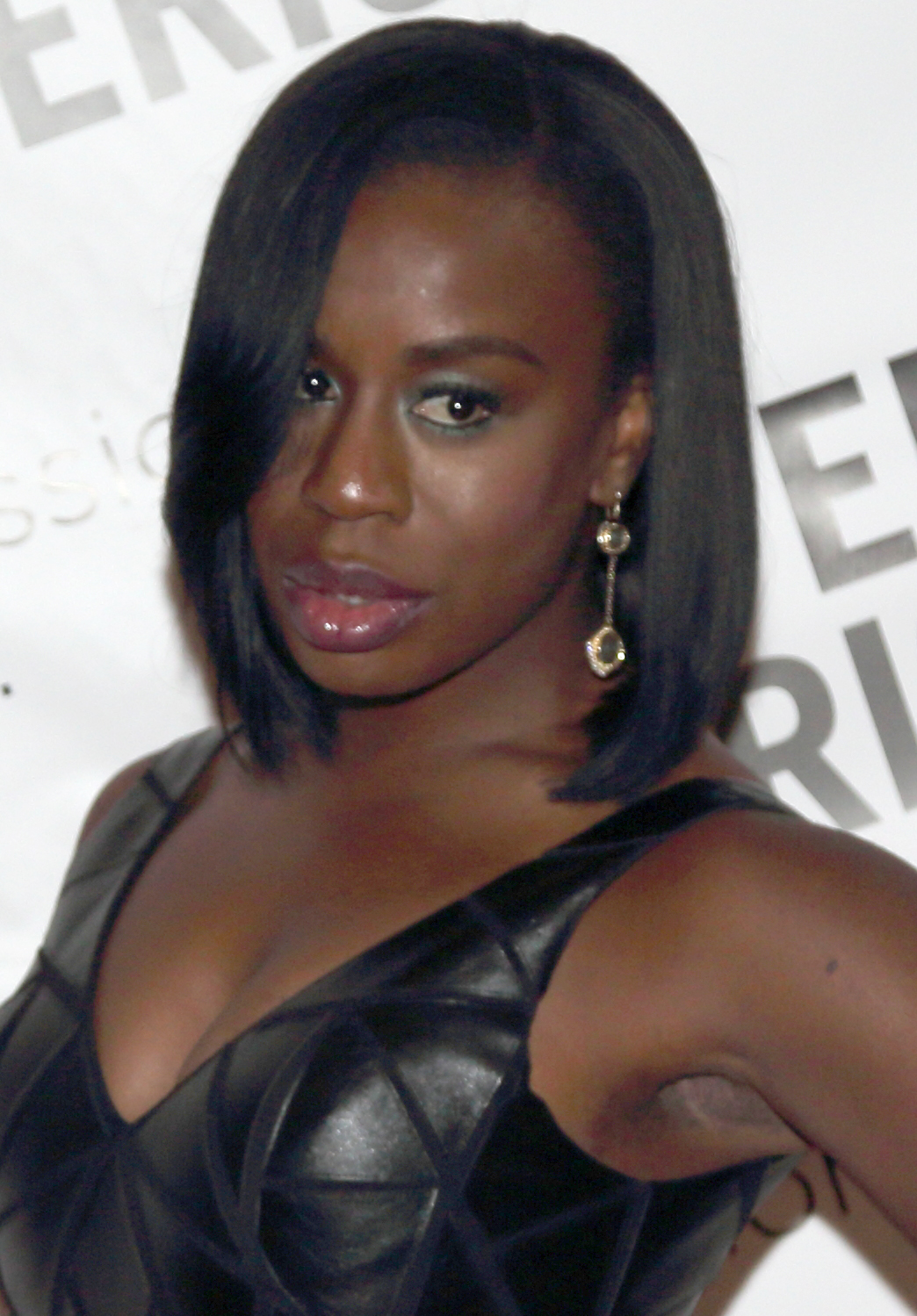
Uzo Aduba (Orange Is the New Black), winnaar vrouwelijke acteur in een komedieserie

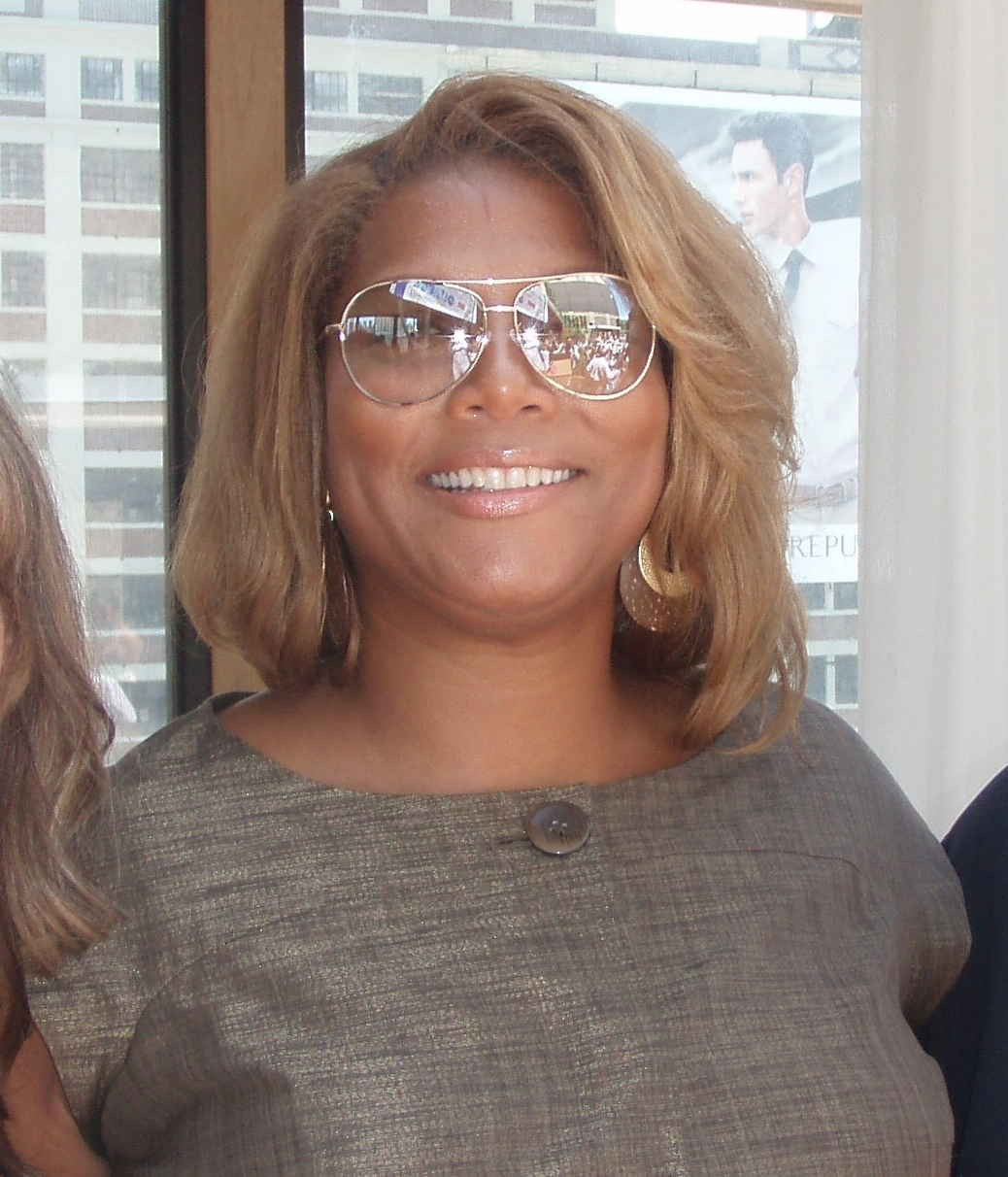
Queen Latifah (Bessie), winnaar vrouwelijke acteur in een miniserie of televisiefilm

De winnaars staan bovenaan in vet lettertype.

#### Ensemble in een dramaserie
Outstanding Performance by an Ensemble in a Drama Series
- Downton Abbey
  - Game of Thrones
  - Homeland
  - House of Cards
  - Mad Men

#### Mannelijke acteur in een dramaserie
Outstanding Performance by a Male Actor in a Drama Series
- Kevin Spacey - House of Cards
  - Peter Dinklage - Game of Thrones
  - Jon Hamm - Mad Men
  - Rami Malek - Mr. Robot
  - Bob Odenkirk - Better Call Saul

#### Vrouwelijke acteur in een dramaserie
Outstanding Performance by a Female Actor in a Drama Series
- Viola Davis - How to Get Away with Murder
  - Claire Danes - Homeland
  - Julianna Margulies - The Good Wife
  - Maggie Smith - Downton Abbey
  - Robin Wright - House of Cards

#### Ensemble in een komedieserie
Outstanding Performance by an Ensemble in a Comedy Series
- Orange Is the New Black
  - The Big Bang Theory
  - Key & Peele
  - Modern Family
  - Transparent
  - Veep

#### Mannelijke acteur in een komedieserie
Outstanding Performance by a Male Actor in a Comedy Series
- Jeffrey Tambor - Transparent
  - Ty Burrell - Modern Family
  - Louis C.K. - Louie
  - William H. Macy - Shameless
  - Jim Parsons - The Big Bang Theory

#### Vrouwelijke acteur in een komedieserie
Outstanding Performance by a Female Actor in a Comedy Series
- Uzo Aduba - Orange Is the New Black
  - Edie Falco - Nurse Jackie
  - Ellie Kemper - Unbreakable Kimmy Schmidt
  - Julia Louis-Dreyfus - Veep
  - Amy Poehler - Parks and Recreation

#### Mannelijke acteur in een miniserie of televisiefilm
Outstanding Performance by a Male Actor in a Television Movie or Miniseries
- Idris Elba - Luther
  - Ben Kingsley - Tut
  - Ray Liotta - Texas Rising
  - Bill Murray - A Very Murray Christmas
  - Mark Rylance - Wolf Hall

#### Vrouwelijke acteur in een miniserie of televisiefilm
Outstanding Performance by a Female Actor in a Television Movie or Miniseries
- Queen Latifah - Bessie
  - Nicole Kidman - Grace of Monaco
  - Christina Ricci - The Lizzie Borden Chronicles
  - Susan Sarandon - The Secret Life of Marilyn Monroe
  - Kristen Wiig - The Spoils Before Dying

#### Stuntteam in een televisieserie
Outstanding Action Performance by a Stunt Ensemble in a Comedy or Drama Series
- Game of Thrones
  - The Blacklist
  - Homeland
  - Marvel's Daredevil
  - The Walking Dead